# Jestice
Jestice (maďarsky Jeszte) jsou obec na Slovensku, v okrese Rimavská Sobota v Banskobystrickém kraji.
Žije zde 147 obyvatel. V roce 2001 se 92 % obyvatel hlásilo k maďarské národnosti.. Území obce sousedí s Maďarskem.